# Franco Cribiori
Franco Cribiori (né le 28 septembre 1939 à Corsico, dans la province de Milan, en Lombardie) est un ancien coureur cycliste des années 1960 et un dirigeant d'équipe cycliste italien.

## Biographie
Coureur professionnel de 1960 à 1968, Franco Cribiori a remporté la Coppa Placci (1962), Milan-Turin (1963), le Tour du Tessin et le Tour des Apennins (1964). 
Il est ensuite devenu, à l'issue de sa carrière sportive, directeur sportif de 1969 à 1989. Il a notamment dirigé Roger De Vlaeminck au sein de l'équipe Brooklyn (1973-1977). 

## Palmarès

### Palmarès amateur
- 1959
  - Giro delle Valli Bresciane
  - 3e du Gran Premio della Baraggia
- 1960
  - Coppa San Geo

### Palmarès professionnel
- 1962
  - Coppa Placci
  - 2e du Tour du Piémont
  - 2e du Tour de Romandie
  - 2e du Tour de Vénétie
  - 3e du championnat d'Italie sur route
- 1963
  - Milan-Turin
  - 2e du Tour du Trentin
  - 2e du Grand Prix Ceramisti
  - 2e des Trois vallées varésines
  - 3e du Tour de Sardaigne
  - 3e du Tour du Piémont
  - 3e du Trophée Matteotti
  - 8e du championnat du monde sur route
- 1964
  - 3e étape du Tour de Sardaigne
  - Tour du Tessin
  - Tour des Apennins
  - 2e de la Coppa Bernocchi
  - 2e du championnat d'Italie sur route
  - 3e de Milan-Turin
  - 3e du Grand Prix Robbiano
  - 10e du championnat du monde sur route
  - 10e du Tour de Lombardie
- 1965
  - Tour des trois provinces
  - 3e de la Coppa Bernocchi
  - 3e du championnat d'Italie sur route
  - 7e de Milan-San Remo
- 1966
  - GP Montelupo

## Résultats sur les grands tours

### Tour d'Italie
5 participations
- 1961 : abandon
- 1962 : abandon (8e étape)
- 1963 : 12e
- 1964 : 25e
- 1965 : 26e